# Elongatoserixia flavosuturalis
Elongatoserixia flavosuturalis är en skalbaggsart som beskrevs av Stefan von Breuning 1982. Elongatoserixia flavosuturalis ingår i släktet Elongatoserixia och familjen långhorningar.
Artens utbredningsområde är Swaziland. Inga underarter finns listade i Catalogue of Life.